# Juan Cano de Arévalo

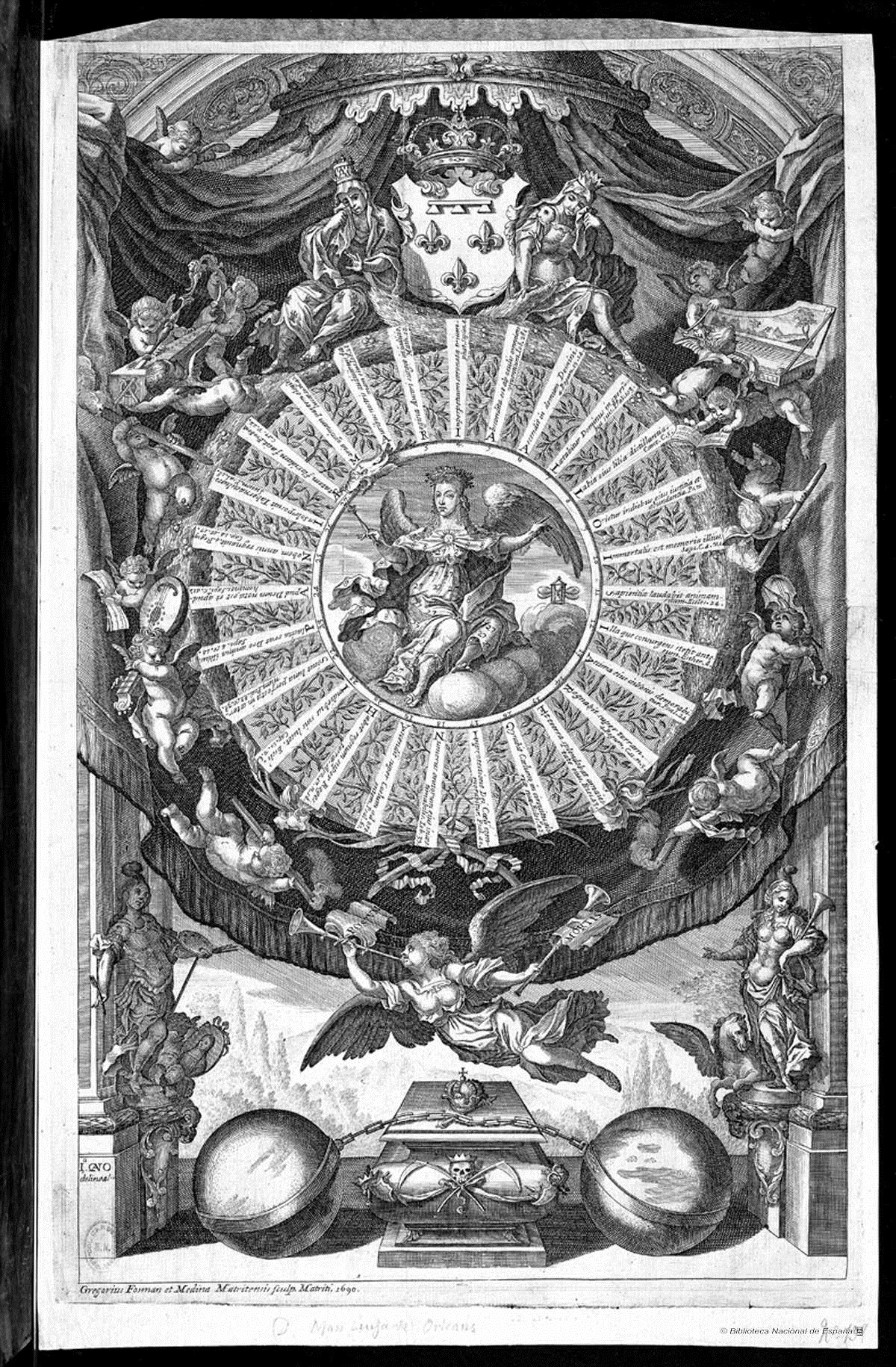
Jeroglífico alegórico y retrato de la reina María Luisa de Orleans, dibujo de Juan Cano Arévalo grabado por Gregorio Fosman, Noticias historiales de la enfermedad, muerte, y exsequias de la esclarecida Reyna de las Españas Doña María Luisa de Orleans..., por Juan de Vera Tassis y Villarroel, en Madrid, 1690.

Juan Cano de Arévalo (1656-1696) fue un pintor barroco español.
Nacido en Valdemoro, fue discípulo según Ceán Bermúdez de Francisco Camilo. Su habilidad con las figuras pequeñas determinó su dedicación a la pintura de abanicos con la que obtuvo el título de pintor de la reina. De temperamento inquieto viajó a Andalucía, donde trató con Antonio García Reinoso, informante de Antonio Palomino antes de llegar a conocerlo personalmente en Madrid. Aficionado a la esgrima, murió en Madrid tras resultar gravemente herido como consecuencia de un desafío que tuvo en Alcalá de Henares, asaltado por los amigos de su rival al que había derrotado tras disputar por el asiento en una fiesta de toros.
Además de abanicos trabajó al temple junto con Juan Vicente Ribera en las decoraciones murales de la capilla de las Santas Formas en el antiguo Colegio Máximo de Jesuitas de Alcalá de Henares y en el presbiterio de la destruida parroquia de Santa María de la misma ciudad, donde serían suyos dos grandes retablos fingidos con la Anunciación y el Nacimiento destruidos en 1936 de los que se conoce alguna fotografía. También al temple pintó en solitario en la capilla de Nuestra Señora del Rosario de la iglesia parroquial de Valdemoro. Aquí se conserva además una pintura al óleo firmada con San Antonio de Padua y la Virgen. Suyo es también el dibujo del jeroglífico alegórico en honor de la reina María Luisa de Orleans, esposa de Carlos II, grabado por Gregorio Fosman y Medina como ilustración de la obra de Juan de Vera Tassis y Villarroel: Noticias historiales de la enfermedad, muerte, y exsequias de la esclarecida Reyna de las Españas Doña María Luisa de Orleans, impreso en Madrid por Francisco Sanz, 1690.